# Comuna Nicolae Bălcescu, Bacău
Nicolae Bălcescu (în maghiară Ferdinándújfalu; în trecut, Valea Seacă) este o comună în județul Bacău, Moldova, România, formată din satele Buchila, Galbeni, Lărguța, Nicolae Bălcescu (reședința) și Valea Seacă.

## Așezare
Comuna se află în zona centrală a județului, imediat la sud de municipiul Bacău, pe malul drept al Bistriței și Siretului, la confluența celor două râuri care se află în lacul de acumulare Galbeni, aflat la limita estică a comunei. Este străbătută de șoseaua națională DN2, care leagă Bacăul de Focșani. Lângă Nicolae Bălcescu, din acest drum se ramifică șoseaua județeană DJ252D, care o leagă spre est de Tamași. Prin partea de vest a comunei trece și șoseaua județeană DJ119, care leagă comuna spre nord de Sărata și Bacău, și spre sud de Faraoani, Cleja, Răcăciuni, Gura Văii și Onești (unde se termină în DN11A). Prin comună trece și calea ferată Bacău–Mărășești, pe care este deservită de stația Valea Seacă.

## Demografie
Componența etnică a comunei Nicolae Bălcescu
     Români (87,76%)
     Maghiari (1,28%)
     Alte etnii (0,23%)
     Necunoscută (10,73%)
Componența confesională a comunei Nicolae Bălcescu
     Romano-catolici (80,89%)
     Ortodocși (7,59%)
     Alte religii (0,39%)
     Necunoscută (11,14%)
Conform recensământului efectuat în 2021, populația comunei Nicolae Bălcescu se ridică la 8.539 de locuitori, în creștere față de recensământul anterior din 2011, când fuseseră înregistrați 7.169 de locuitori. Majoritatea locuitorilor sunt români (87,76%), cu o minoritate de maghiari (1,28%), iar pentru 10,73% nu se cunoaște apartenența etnică. Din punct de vedere confesional, majoritatea locuitorilor sunt romano-catolici (80,89%), cu o minoritate de ortodocși (7,59%), iar pentru 11,14% nu se cunoaște apartenența confesională.

## Politică și administrație
Comuna Nicolae Bălcescu este administrată de un primar și un consiliu local compus din 15 consilieri. Primarul, Marcelin-Iosif Trifescu[*], de la Alianța Dreapta Unită, este în funcție din 1 noiembrie 2024. Începând cu alegerile locale din 2024, consiliul local are următoarea componență pe partide politice:
|  | Partid                                 | Consilieri | Componența Consiliului | Componența Consiliului | Componența Consiliului | Componența Consiliului |
|  | -------------------------------------- | ---------- | ---------------------- | ---------------------- | ---------------------- | ---------------------- |
|  | Partidul Social Democrat               | 4          |                        |                        |                        |                        |
|  | Alianța Dreapta Unită                  | 4          |                        |                        |                        |                        |
|  | Partidul Național Liberal              | 3          |                        |                        |                        |                        |
|  | Alianța pentru Unirea Românilor        | 2          |                        |                        |                        |                        |
|  | Uniunea Democrată Maghiară din România | 1          |                        |                        |                        |                        |
|  | Partidul Puterii Umaniste              | 1          |                        |                        |                        |                        |

## Istoric
La sfârșitul secolului al XIX-lea, comuna purta numele de Valea Seacă, făcea parte din plasa Bistrița de Jos a județului Bacău și era formată din satele Valea Seacă, Albeni, Florești, Buchila, Galbeni și Bălțata, având în total 2839 de locuitori. În comună funcționau trei mori de apă, o școală mixtă deschisă în 1865 la Valea Seacă, trei biserici catolice și una ortodoxă. Principalul proprietar de terenuri era principesa Lucia de Schoenburg-Waldenburg. Anuarul Socec din 1925 o consemnează în plasa Răcăciuni a aceluiași județ, formată din satele Albeni, Buchila, Florești, Frăsinoaia, Galbeni, Ruginca, Valea Seacă, Dămocu din afară și Dămocu din năuntru. În 1931 comuna a primit denumirea de Ferdinand după un nou sat apărut pe teritoriul ei, deși reședința rămânea la Valea Seacă; satele componente atunci erau Albeni, Buchila, Dămoc, Ferdinand, Florești, Frăsinoaia, Galbeni, Lărguța, Rujinca și Valea Seacă.
Între anii 1942-1949 paroh romano-catolic a fost Andrei Gherguț. În anul 1949 acesta a fost arestat de autoritățile comuniste și condamnat la doi ani de închisoare.
După instaurarea regimului comunist comuna a primit numele de Nicolae Bălcescu, la fel ca satul de reședință (fost Ferdinand) și din 1950 a trecut în administrarea raionului Bacău din regiunea Bacău. În 1968 a revenit la județul Bacău, reînființat, preluând și satele comunei Sărata, care a fost desființată. Tot atunci, au fost desființate și satele Albeni și Florești, comasate cu satul Valea Seacă. Comuna a căpătat alcătuirea actuală în 2004, când satele Sărata și Bălțata s-au separat din nou pentru a forma comuna Sărata.

## Monumente istorice
Singurul obiectiv din comuna Nicolae Bălcescu inclus în lista monumentelor istorice din județul Bacău ca monument de interes local este școala din satul Nicolae Bălcescu, construită în 1930 și clasificată ca monument de arhitectură.